# Andrews (Carolina do Norte)
Andrews é uma cidade  localizada no estado norte-americano de Carolina do Norte, no Condado de Cherokee.

## Demografia
Segundo o censo norte-americano de 2000, a sua população era de 1602 habitantes. 
Em 2006, foi estimada uma população de 1720, um aumento de 118 (7.4%).

## Geografia
De acordo com o United States Census Bureau, a localidade tem uma área de 3,5 km², totalmente cobertos por terra. Andrews localiza-se a aproximadamente 543 m acima do nível do mar.

## Localidades na vizinhança
O diagrama seguinte representa as localidades num raio de 32 km ao redor de Andrews. 